# جرج ادوارد مور
جرج ادوارد مور (به انگلیسی: George Edward Moore) (۴ نوامبر۱۸۷۳-۲۴ اکتبر ۱۹۵۸)، مشهور به جی.ئی. مور، فیلسوف برجسته و بانفوذ انگلیسی بود. او به همراه لودویگ ویتگنشتاین، گوتلوب فرگه و برتراند راسل از بنیان‌گذاران فلسفه تحلیلی است.

## اوایل زندگی و خانواده
جرج ادوارد مور در سال ۱۸۷۳ در آپرنوروود در حومه لندن به دنیا آمد. او سومین پسر خانواده بود. خانواده مادریش از بازرگانان برجسته وابسته به انجمن مذهبی دوستان یا کوپکرز بودند و خانواده پدریش به حرفه پزشکی مشغول بودند.

## زندگی و کار
مور زمانی که به سن هشت سالگی رسید، وارد کالج دلیچ شد. او در مدت ده سال تحصیل در این کالج آگاهی بسیاری در زمینه ادبیات یونان و روم باستان به دست آورد. در سال ۱۸۹۲ به کالج ترینیتی دانشگاه کمبریج راه یافت. او در این دوران تحت تأثیر برتراند راسل ادبیات را رها کرد و به تحصیل فلسفه روی آورد. مور در سال ۱۸۹۸ رساله‌ای دربارهٔ اخلاق کانت نوشت و به دلیل نوشتن همین رساله، از بورسی شش ساله از کالج ترینیتی برخوردار شد. در همین مدت کتاب اصول اخلاق (سال ۱۹۰۳)را نوشت و همچنین چندین مقاله به انجمن ارسطویی که به عضویت آن انتخاب شد بود، عرضه کرد.
مور پس از دوران تحصیل کمبریج را ترک کرد و به مقاله نوشتن مشغول شد. او در سال ۱۹۱۲ کتاب اخلاق را منتشر کرد. در همین دوران بود که کمبریج از او دعوت کرد، که در جای استاد سخنران در این دانشگاه کار کند. در سال ۱۹۲۵از طرف دانشگاه کمبریج به استادی فلسفه ذهن و منطق برگزیده شد.
مور در سال ۱۹۳۹ میلادی بازنشسته شد و از استادی کمبریج کنار رفت، اما همچنان به فعالیت‌های ش در زمینه فلسفه ادامه داد.
او سرانجام در سال ۱۹۵۸ میلادی درگذشت. پیکر ش را در گورستان اسنشن پریش در کمبریج به خاک سپردند.